# Kravaře (okres Česká Lípa)
Obec Kravaře (německy Graber) se nachází v okrese Česká Lípa, v Libereckém kraji, zhruba dvanáct kilometrů jihozápadně od České Lípy. Žije zde 783 obyvatel. Kravaře jsou od roku 1995 chráněny jako vesnická památková zóna, vesnice Janovice a Rané, které jsou administrativně součástmi obce Kravaře, jsou vesnické památkové rezervace.

## Název
Starší formy názvu místa jsou Grabern, Kraber, Grabow, Krawar a Radaussow.

## Historie

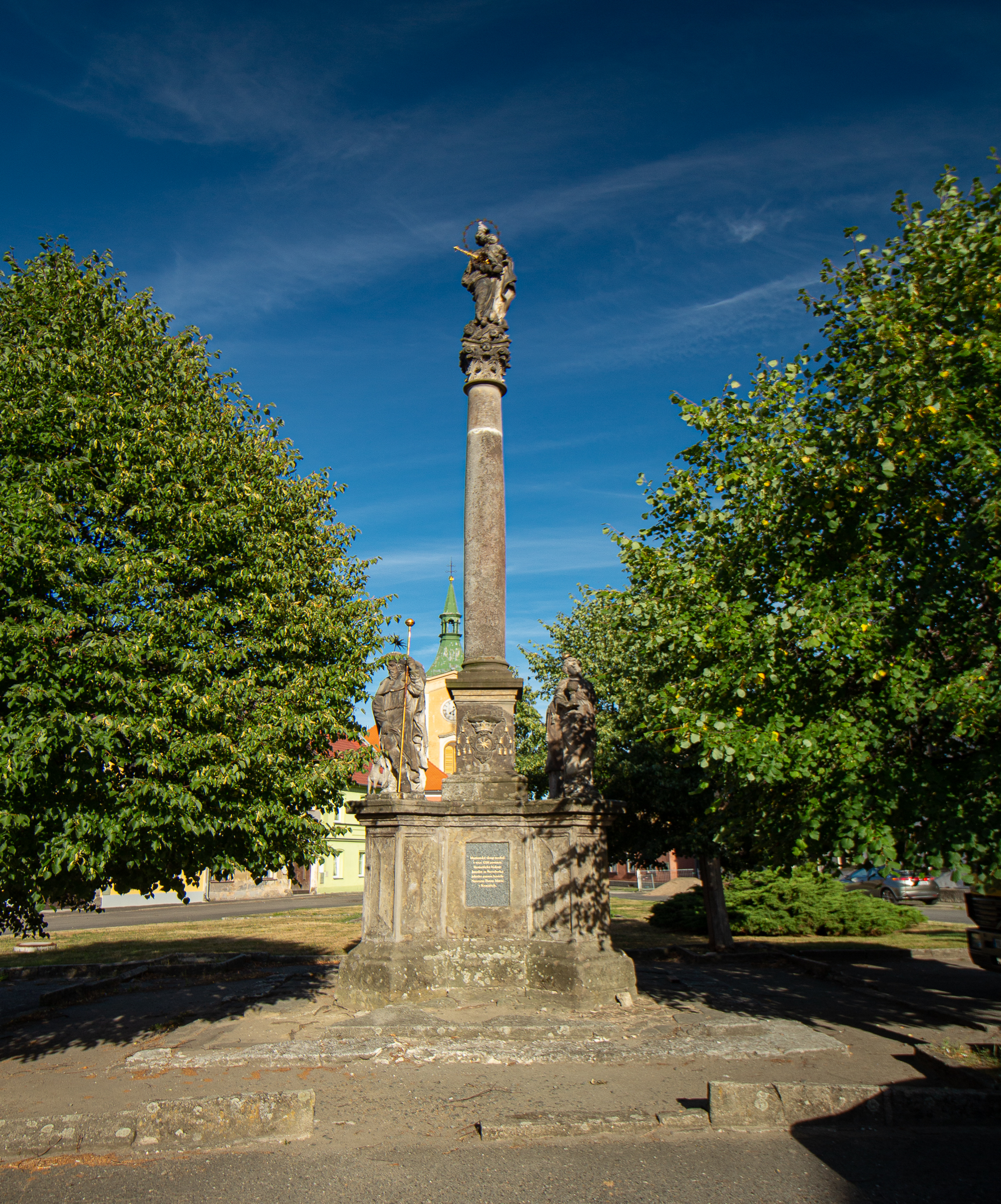
Barokní sloup z roku 1708

První písemná zmínka o Kravařích pochází z let 1175 až 1178, kdy vesnici získal doksanský klášter výměnou s předchozím majitelem Chřenem, synem mělnického probošta Juraty. Tehdy klášter za svůj dvůr se sklizeným obilím a s doplatkem čtyř hřiven stříbra získal u Kravař dvorec Radoušov a rozsáhlé zalesněné území zapsané jako Újezd. Časem získal kláter i okolní pozemky a Kravaře se staly střediskem klášterního panství.
Roku 1251 do Kravař zavítal král Přemysl Otakar II. V roce 1273 Kravaře byly tržním městem. Již v roce 1384 měla obec svého faráře a farní kostel Narození Panny Marie, ten byl zcela zničen při požáru v roce 1646, ale brzy poté byl obnoven.
Od 14. století se stali držiteli panství Berkové z Dubé a z Lipé. Po vládě Vartenberků, za nichž bylo spojeno panství kravařské se stvolínským, přešly kravařské majetky na Hrzány z Harasova. Roku 1646 stvolínské panství koupil kardinál Harrach (1598–1667) pro budoucí biskupství litoměřické. V pozdějších letech litoměřičtí biskupové velmi městečku pomohli, např. biskup Schleinitz místním cechům pomohl obnovit jejich privilegia, později biskup Hille založil školní nadaci pro chudé děti. Z cechů zde byly uváděny řeznický a roku 1672 Kravařský cech krejčích.

V letech 1827 až 1828 byla postavena radnice. Dne 26. září 1860 městečko postihl ničivý požár, vzešlý z pekárny. I přes pomoc dobrovolných hasičů z Úštěka a České Lípy shořelo 92 domů včetně školy a 110 hospodářských stavení. Škoda byla vyčíslena na 700 000 zlatých. Tehdy obec měla sice od roku 1839 svou požární zbrojnici, avšak nikoli vycvičený spolek dobrovolných hasičů.

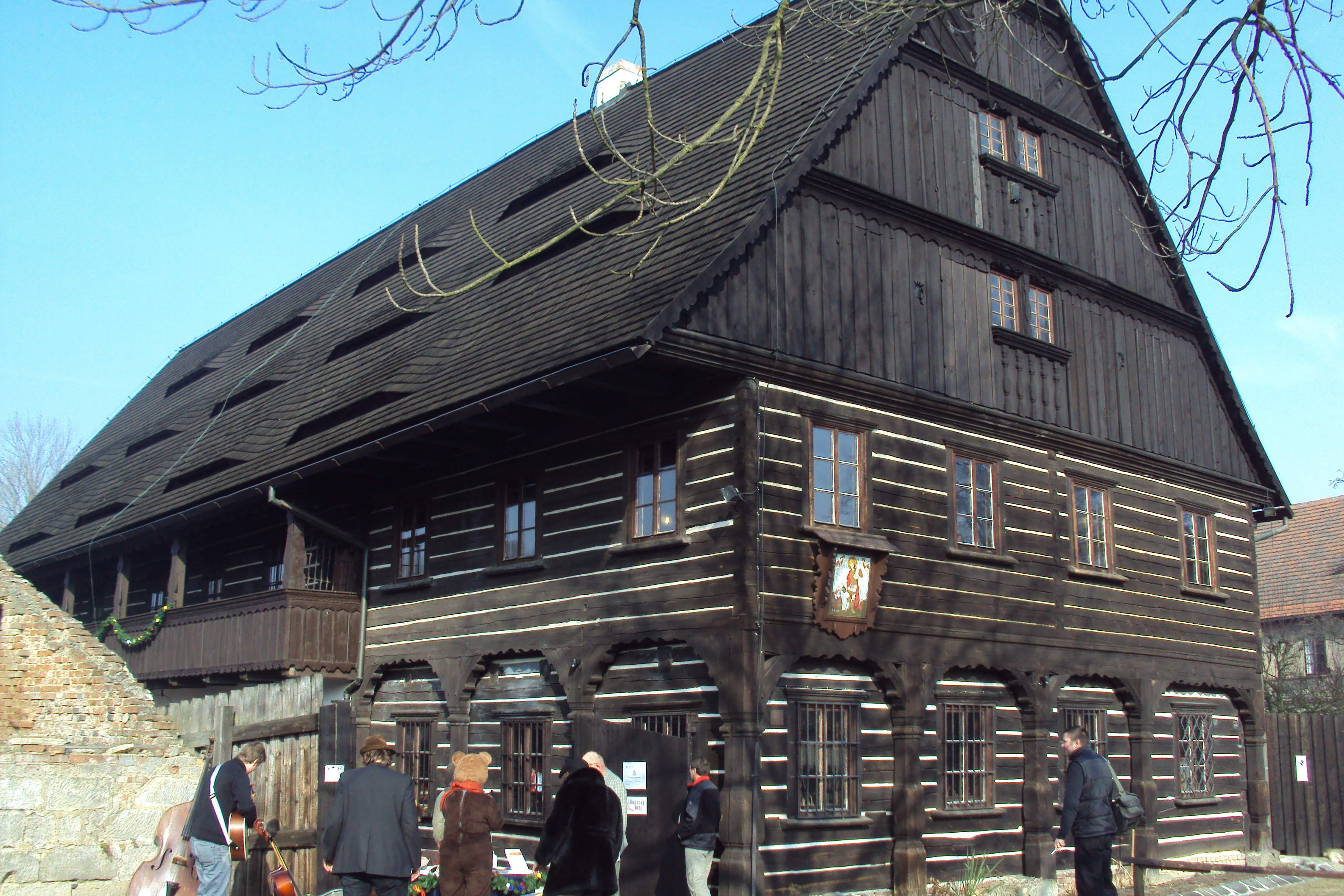
Vísecká rychta

Po první světové válce bylo město Graber s převážně německojazyčným obyvatelstvem připojeno k nově vzniklému Československu. V důsledku Mnichovské dohody patřily Kravaře v letech 1938 až 1945 do okresu Leitmeritz Správního obvodu Ústí nad Labem  ( Regierungsbezirk Aussig) v říšské župě Sudety Německé říše. Po skončení druhé světové války bylo téměř veškeré německé obyvatelstvo odsunuto.
Původní stará škola zde fungovala od roku 1550 a zdejší učitel (školmistr) měl výnosem biskupa z roku 1675 písemně určené povinnosti vůči katolické církvi. V roce 1883 byla postavena na nároží náměstí „nová“ škola (čp. 111), která po roce 1975 slouží jako objekt občanské vybavenosti (lékařské ordinace, pošta, grafické studio). Budovy dnes fungující školy byly postaveny po roce 1970.
V létě 2014 zde je ředitelem školy Zdeněk Šmída a škola byla nákladem 25 milionů Kč opravena, zateplena.
V roce 2011 svou činnost obnovila místním jednotka dobrovolných hasičů a roku 2021 jim byla předána nová hasičská zbrojnice.

## Poloha a přírodní poměry
Město se nachází v severních Čechách v Českém středohoří v údolí Bobřího potoka západně od Stvolínek. Asi kilometr severozápadně od města se nachází výběžek hřebene nízkého pohoří, který se táhne východním směrem od Bukové hory.
Obcí protéká Bobří potok. Za Kravařemi pokračuje směrem na východ do obce Stvolínky.
Kravaře se nacházejí v severovýchodní části chráněné krajinné oblasti České středohoří, necelé dva kilometry od severozápadní hranice chráněné krajinné oblasti Kokořínsko – Máchův kraj.

## Obyvatelstvo
Při sčítání lidu v roce 1921 zde žilo 743 obyvatel (z toho 349 mužů), z nichž bylo pět Čechoslováků, jeden cizinec a ostatní byli německé národnosti. Kromě tří evangelíků a tří židů byli římskými katolíky. Podle sčítání lidu z roku 1930 měla vesnice 825 obyvatel: 57 Čechoslováků, 765 Němců a tři cizince. Až na jednoho evangelíka, čtyři členy církve československé a pět lidí bez vyznání se hlásili k římskokatolické církvi.
| Rok            | 1869 | 1880 | 1890 | 1900 | 1910 | 1921 | 1930 | 1950 | 1961 | 1970 | 1980 | 1991 | 2001 | 2011 | 2021 |
| -------------- | ---- | ---- | ---- | ---- | ---- | ---- | ---- | ---- | ---- | ---- | ---- | ---- | ---- | ---- | ---- |
| Počet obyvatel | 852  | 847  | 775  | 780  | 747  | 743  | 825  | 500  | 529  | 521  | 492  | 496  | 562  | 562  | 522  |
| Počet domů     | 181  | 161  | 171  | 164  | 166  | 160  | 165  | 150  | 170  | 117  | 117  | 153  | 159  | 164  | 164  |

## Obecní správa
- Mimo samotných Kravař jsou součástí obce také vesnice Janovice, Rané, Sezímky, Veliká a Víska.
- Starostou obce byl po tři desetiletí (od roku 1991 do roku 2022) Vít Vomáčka.[16][17][18]

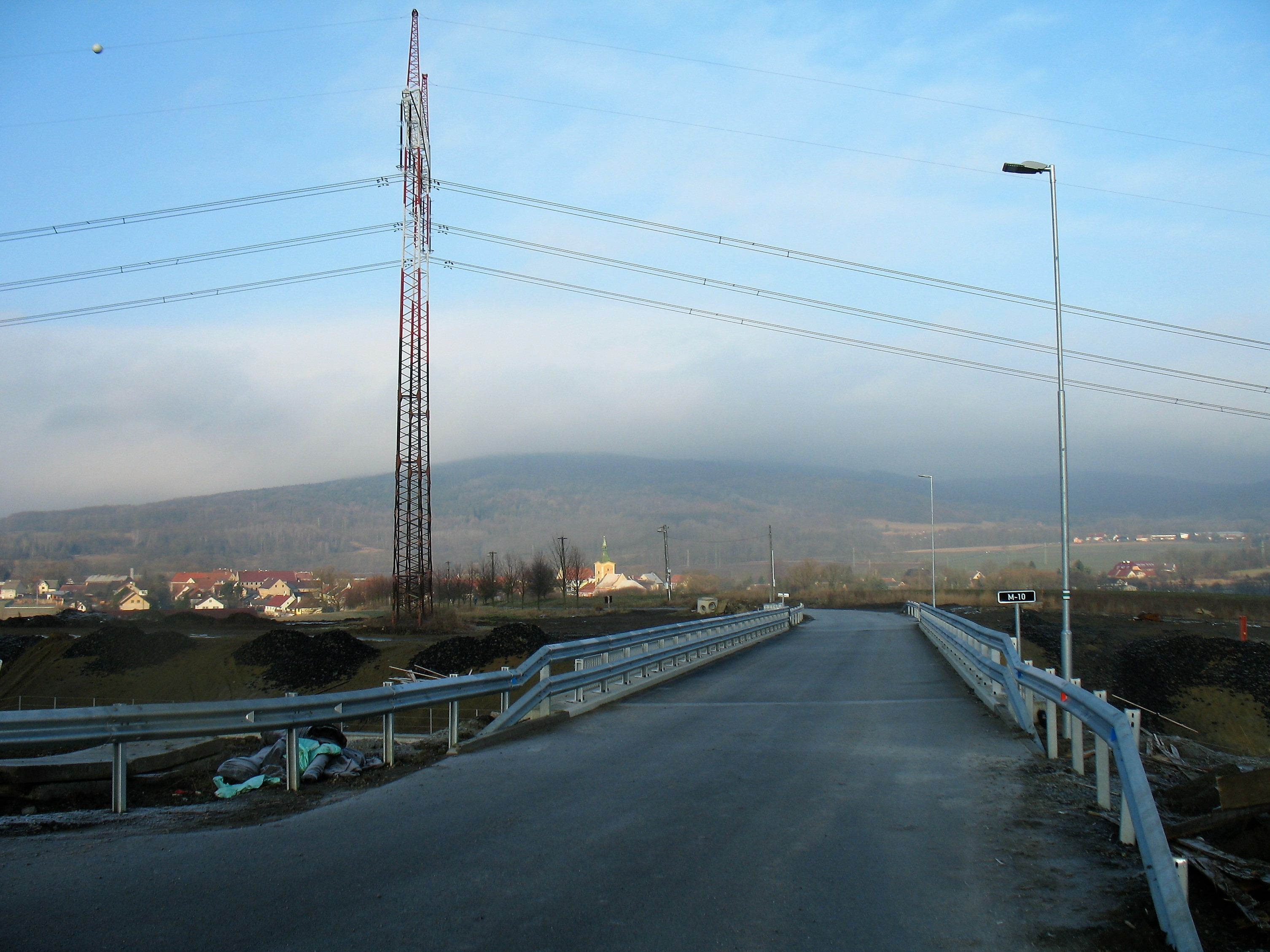
Přemostění silničního obchvatu

## Doprava
Na podzim 2019 byl zprovozněn 2,7 km dlouhý silniční obchvat Kravař, který odvedl silnici první třídy I/15 mimo centrum obce, čímž došlo k výraznému zlepšení dopravní i bezpečnostní situace v Kravařích.
Obcí vede zeleně značená turistická trasa. Začíná na úbočí vrchu Ronov a pokračuje směrem k Merbolticím.

## Sport
Fotbalový tým mužů zakončil sezonu 2010/2011 v II. třídě okresu Česká Lípa na 8. místě čtrnáctičlenné tabulky. O rok později stejnou soutěž skončili až na 13. místě.

## Pamětihodnosti

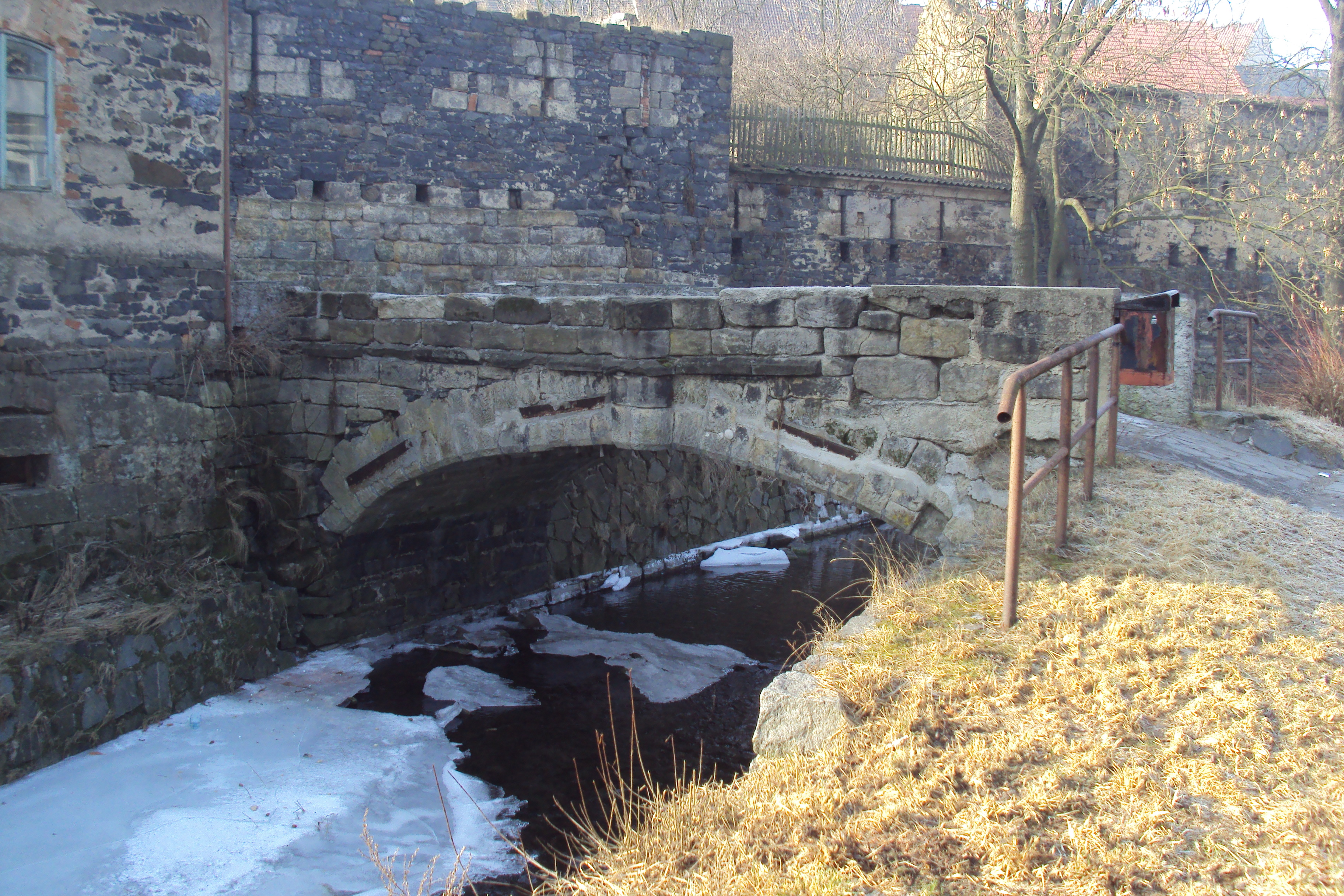
Most pro pěší přes Bobří potok

- Kostel Narození Panny Marie (Kravaře) z roku 1650, přestavěn v letech 1744 až 1749[23], věž byla přistavěna roku 1868. Od roku 2004 v majetku obce a využíván ke kulturněspolečenským akcím, instalována expozice mešních rouch a ornátů
- Sochy Archanděla Michaela a svatého Jana Nepomuckého, sloup se sousoším Piety u potoka
- Sousoší Nejsvětější Trojice se sochami sv. Vavřince, sv. Rocha, sv. Barbory, sv. Jana Nepomuckého z roku 1708, rekonstruované v letech 2006–2008
- Barokní sloup se sochou Panny Marie na náměstí z roku 1708
- Dva barokní mosty z 18. století přes Bobří potok.
- Barokní fara od roku 2006 v majetku obce a včetně farního areálu zrekonstruovaná, upravena na malometrážní byty pro místní seniory
- Empírová radnice na náměstí, na trojúhelníkovém náměstí je řada zachovalých empírových domůKostel s hřbitovní kaplí

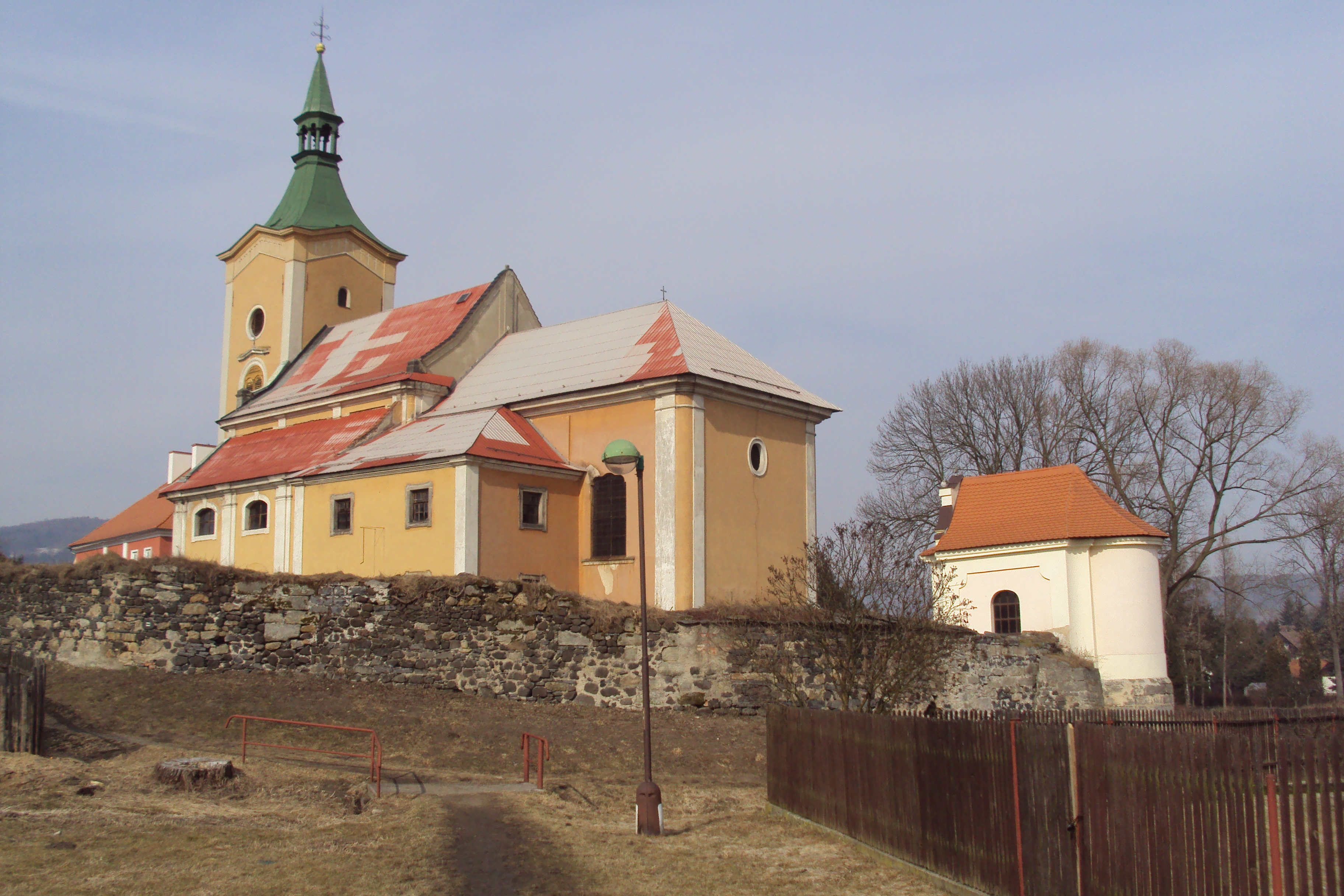
Kostel s hřbitovní kaplí

### Vísecká rychta
Vísecká rychta je největší (33 × 17 × 28 m) roubené obytné stavení v Čechách s expozicí lidového bydlení, umění a architektury. Tato monumentální stavba bývala rychtou obce Vísky, původně samostatnou do roku 1849, kdy se spojila s městečkem Kravaře. Nechal ji postavit rychtář Václav Kern roku 1797. Krátce po druhé světové válce byl objekt ještě obydlen, pak užíván jednotným zemědělským družstvem, po rekonstrukci zde byla roku 1986 zpřístupněna expozice muzea. Dnes je tedy součást Vlastivědného muzea a galerie v České Lípě.

## Osobnosti města
- Joseph May († 1820), pedagog, v letech 1792–1819 ředitel Institutu pro hluchoněmé ve Vídni, autor učebnice pro hluchoněmé
- Kurt Krolop (1930–2016), germanista, literární vědec a čestný předseda Společnosti Franze Kafky

## Galerie

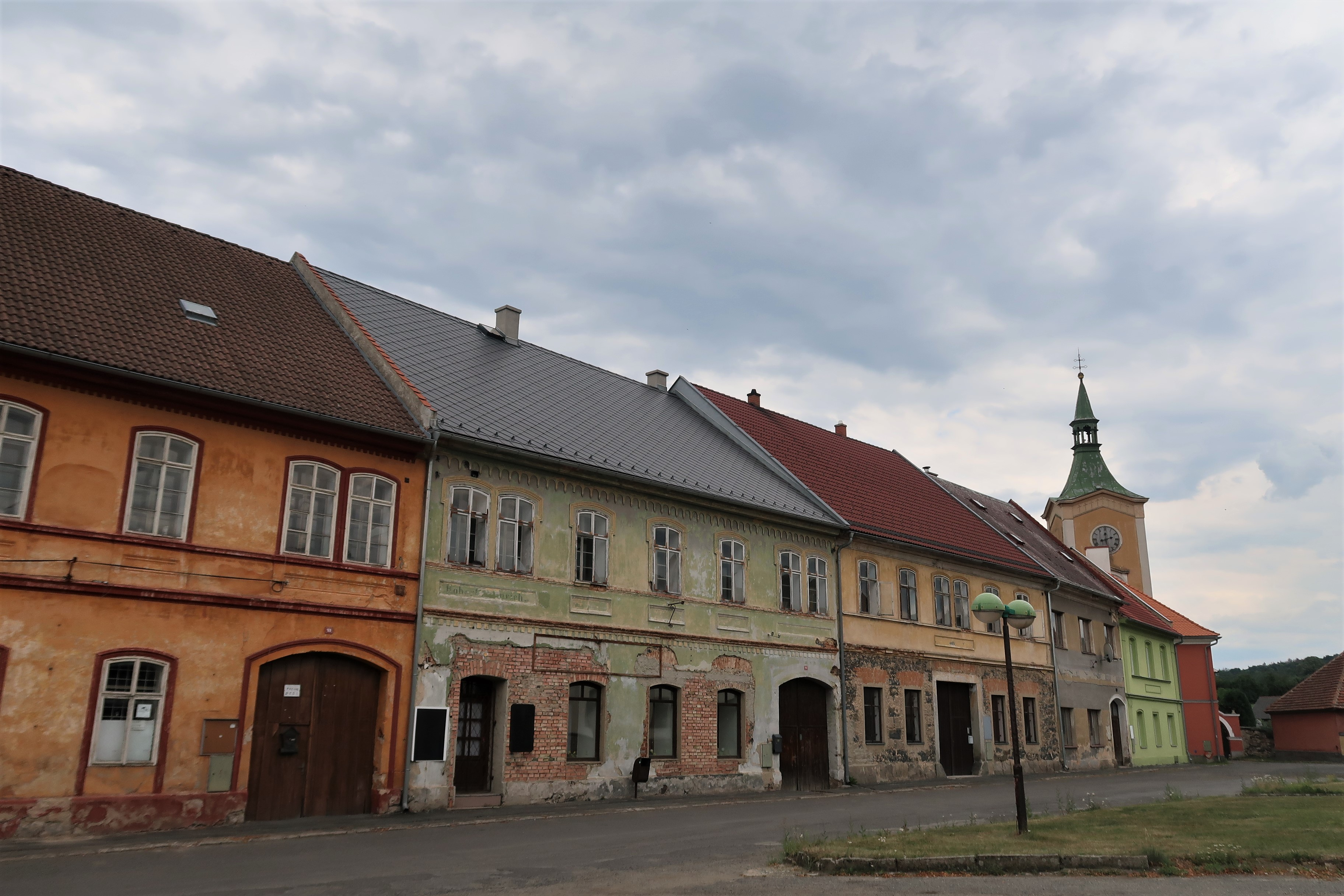
Severovýchodní část náměstí
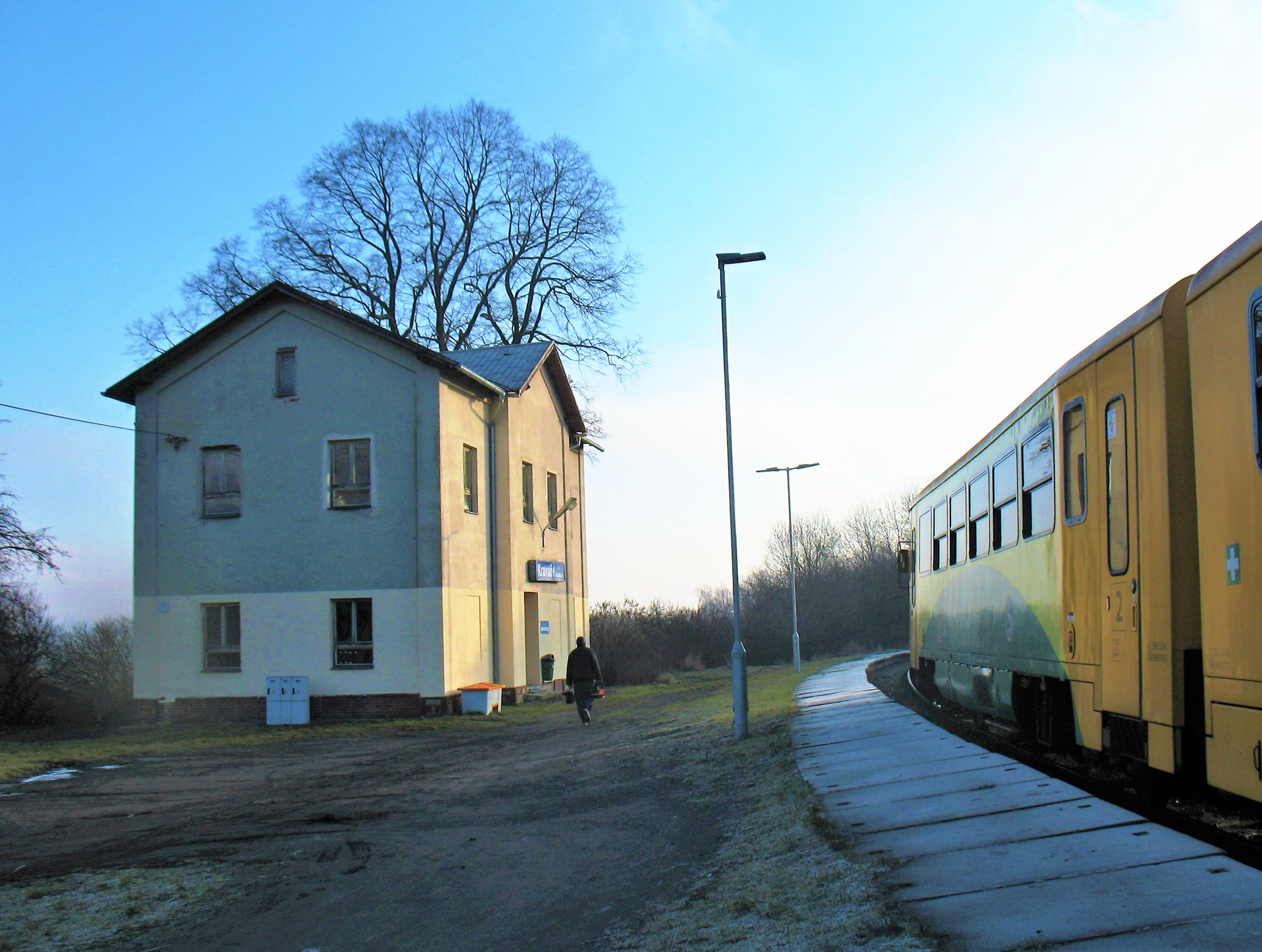
Železniční zastávka Kravaře
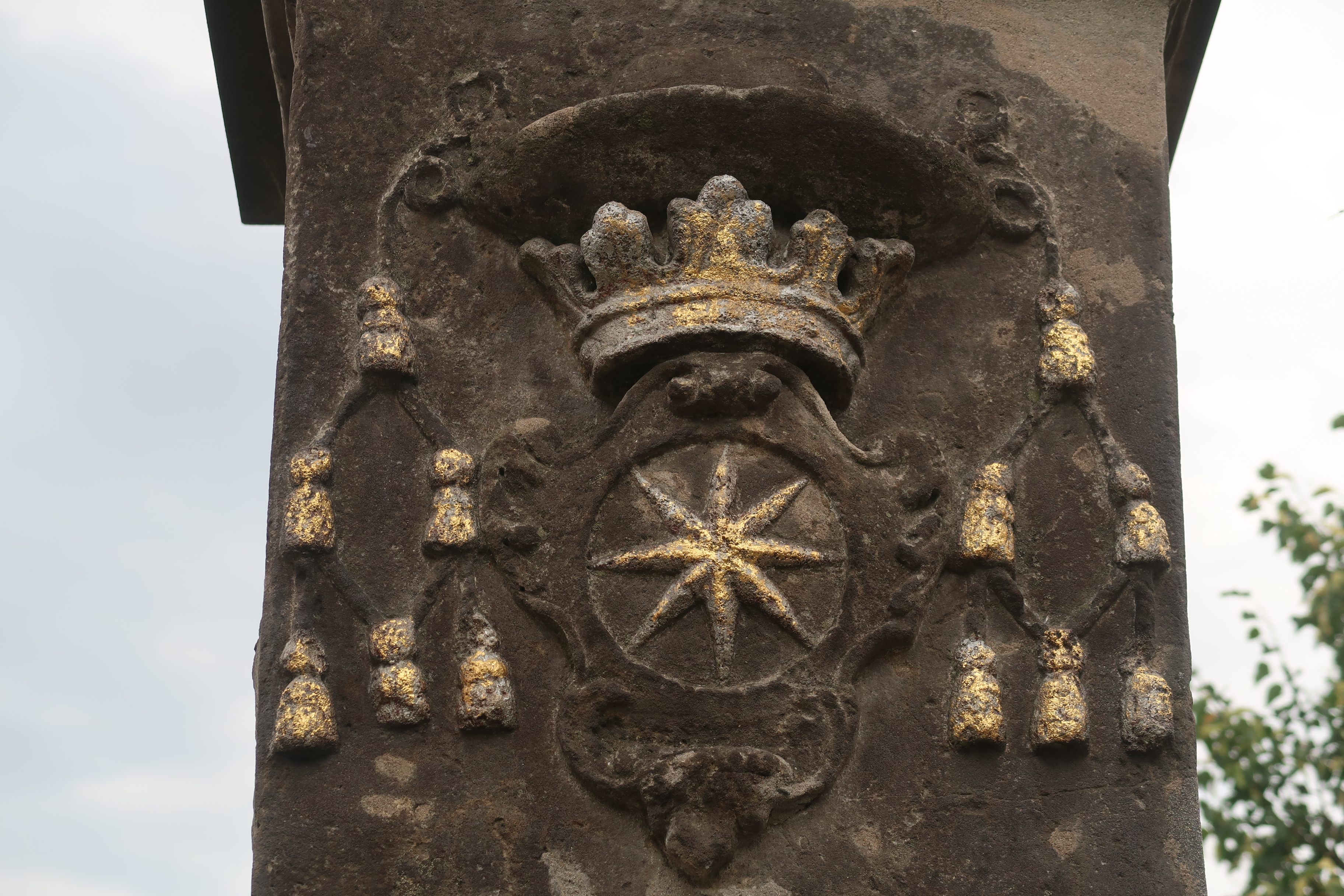
Erb litoměřického biskupa Jaroslava Ignáce ze Šternberka na mariánském sloupu
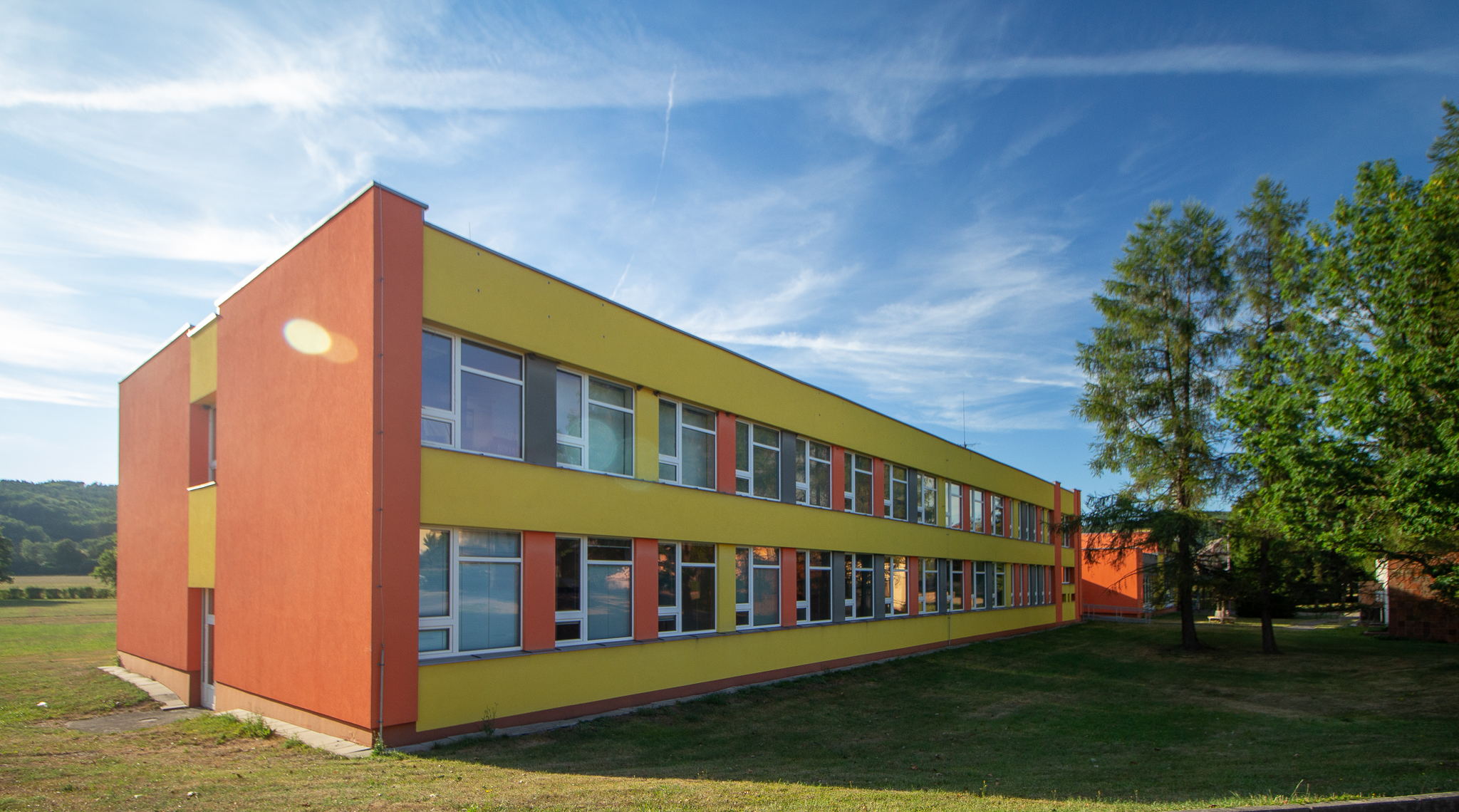
Škola v Kravařích
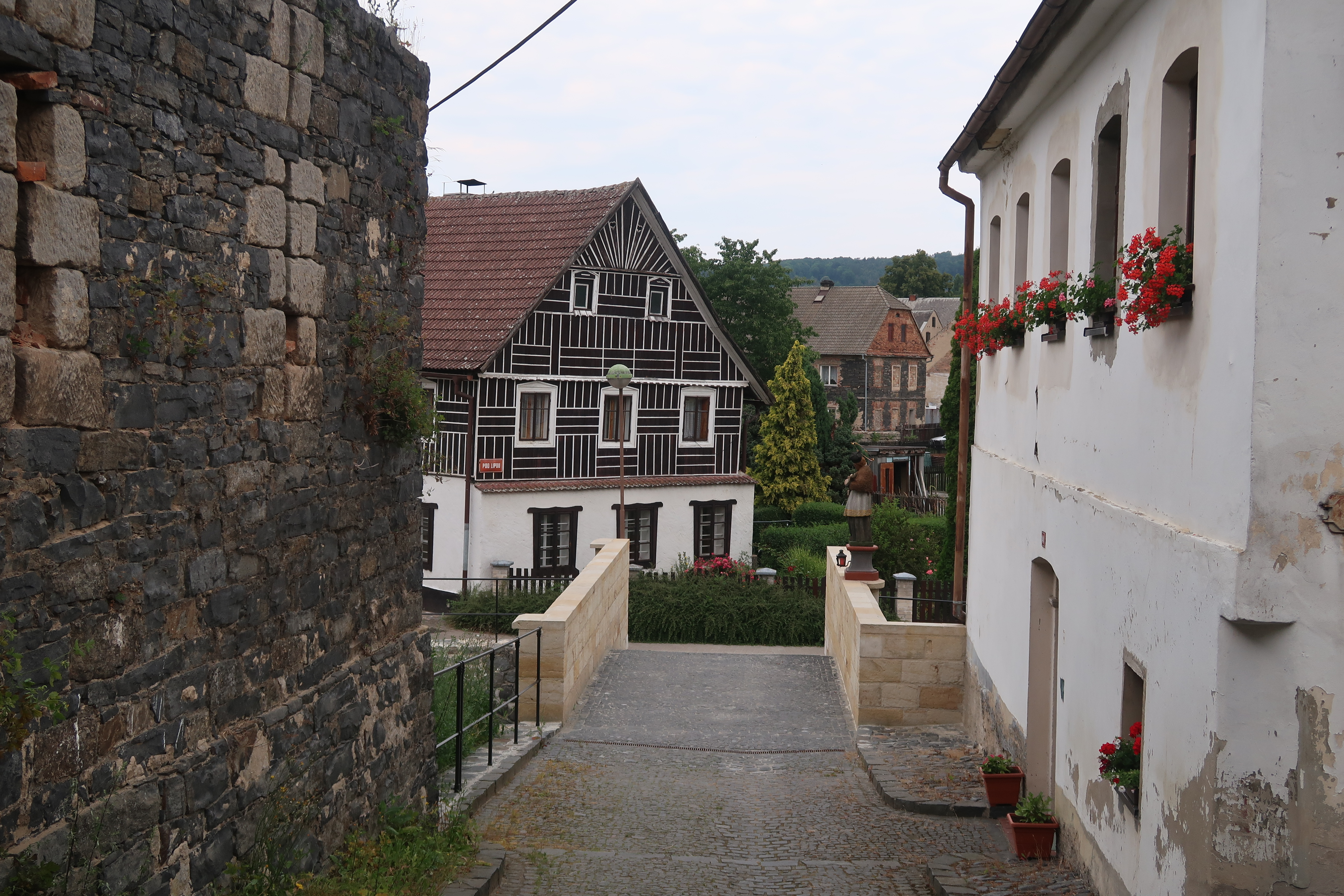
Ulice Pod Lipou
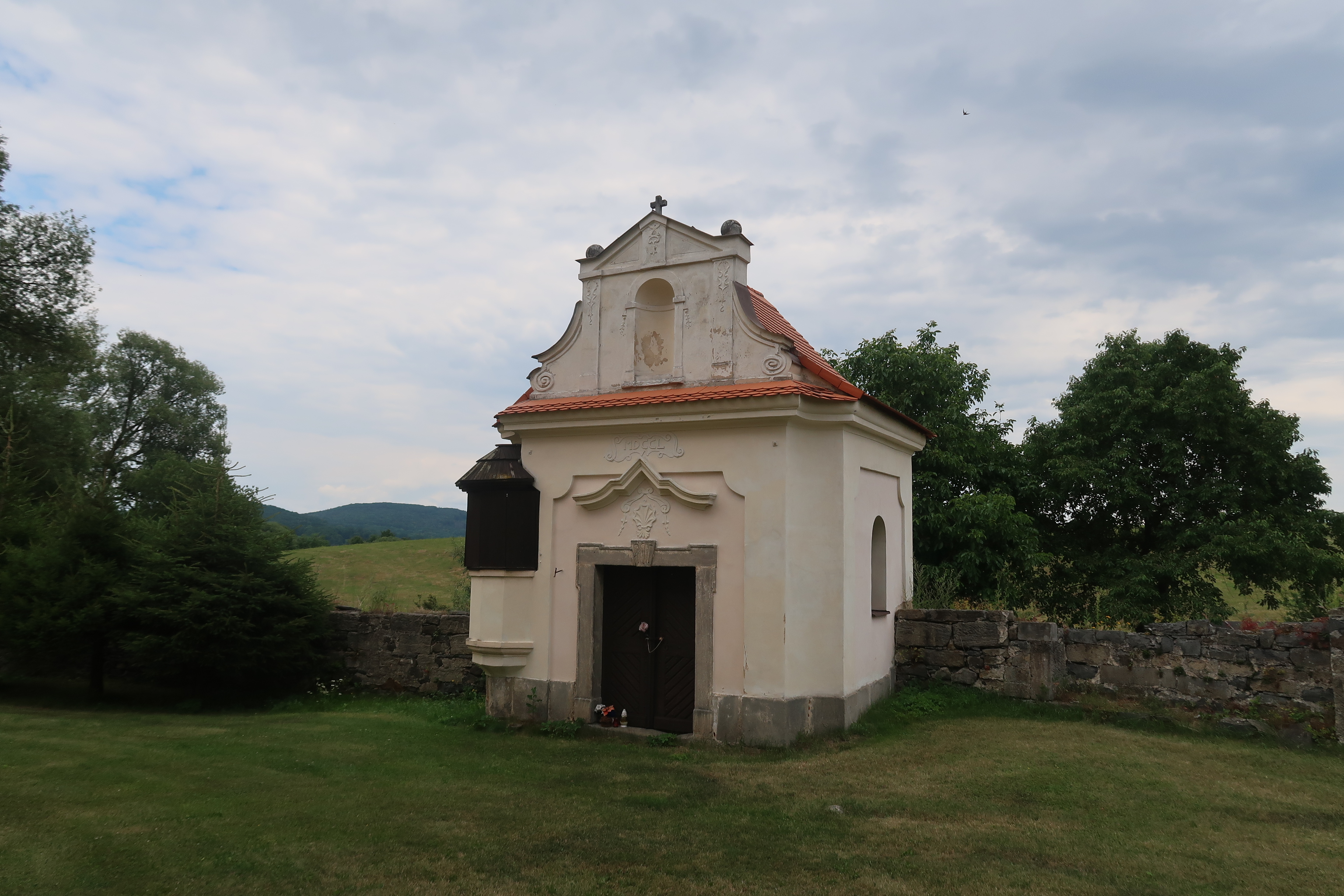
Kaple Panny Marie Pomocné na hřbitově